# باد سرخ (پزشکی)
باد سرخ یا اریزیپلاس (به انگلیسی: Erysipelas) که با عنوان آتش سنت‌آنتونی هم شناخته می‌شود نوعی عفونت باکتریایی بر روی لایه سطحی پوست است که به رگهای لنفاوی درون پوست گسترش می‌یابد و با اریتمای قرمز، روشن و برجسته شناخته می‌شود. این قرمزی عموماً بر روی صورت یا پاها ظاهر می‌شود، اما در هر جای دیگری از پوست هم ممکن است اتفاق بیفتد. باد سرخ نوعی از سلولیت و عارضه‌ای خطرناک است.
باد سرخ معمولاً به علت باکتری استرپتوکوک پیوژنز و از طریق شکافی در پوست مانند خراش یا گزش حشرات به‌وجود می‌آید و سطحی تر از سلولیت است و به‌طور معمول بیشتر برجسته و مشخص می‌شود. نام این عفونت از ریشه یونانی (erysípelas) به معنای پوست قرمز گرفته شده‌است.
در حیوانات باد سرخ یک بیماری است که بر اثر عفونت باکتری اریزوپلوتریکس روزیوپاتیه به‌وجود می‌آید که بیماری پوست الماسی خوانده می‌شود و خصوصاً در خوک‌ها اتفاق می‌افتد و در آن دریچه‌های قلب و پوست تحت تأثیر قرار می‌گیرد.

## در پرندگان
از انواع بیماری در گله‌های پرندگان به ویژه شترمرغ سانان با تلفات بالا گزارش شده‌است. این ارگانیزم در آن دسته از حیوانات اهلی که مصرف غذایی دارند در مقیاس وسیعی دیده می‌شود و از مشکلات عمده در صنعت بوقلمون محسوب می‌شود. این عامل گهگاهی از طیور دیگری نظیر مرغابی، بلدرچین جدا شده‌است. این ارگانیزم عامل اریزیپلوئید در انسان می‌باشد که با علایم سلولیت در موضع عفونت یا در موارد شدیدتر با سپتیسمی مشخص می‌شود.
عفونت از طریق بلع خاک آلوده انتقال می‌یابد. پرنده حساس ممکن است از طریق زخم‌های کوچکی که بر اثر برخورد با فنس یا وسایل نقلیه یا نزاع با پرندگان هم گروه در پوستشان ایجاد می‌گردد آلوده شوند. نشان داده شده که حشرات در انتقال باد سرخ در بوقلمون و مرغابی دخالت دارند.
معمولاً پرنده به سرعت تلف می‌شود ولی گاهی دوره کوتاهی از ضعف و بی‌حالی قبل از مرگ مشاهده می‌شود. جداسازی و تشخیص گونه‌های باد سرخ از طریق تهیه سواب از خون قلب یا بافت طحال و کبد صورت می‌گیرد. و درمان آن از طریق تزریق عضلانی پنی سیلین یا آنتی‌بیوتیک‌های کینولون صورت می‌گیرد.
برای پیشگیری در گله‌هایی که سابقه بروز باد سرخ وجود دارد، ایمن‌سازی گله از طریق مصرف باکترین غیرفعال شده با فرمالین و دارای هیدروکسید آلومینیم (به عنوان مشوق) که در بوقلمون‌ها به کار می‌رود، صورت می‌گیرد. توصیه شده که در فارم‌های آلوده شترمرغ و امو دوز واکسن در سن ۶ هفتگی و دوزهای بعدی در ۲۰ و ۴۰ هفتگی در زیر پوست ناحیه پشتی گردن تزریق شود. یک دوز یادآور سالیانه قبل از شروع فصل تولید مثلی توصیه می‌گردد.